# Efectul de acordeon
Efectul de acordeon, în fizică, apare atunci când fluctuațiile în mișcarea unui corp provoacă întreruperi în fluxul  elementelor care îl urmează. Acest lucru se poate întâmpla în traficul rutier, în mersul pe jos, în cursele de biciclete, și, în general, în procesele într-o conductă. Acestea sunt exemple de procese neliniare. Efectul de acordeon, influențează, în general, capacitatea de transfer (engleză: throughput) a sistemului în care acesta se produce.
Efectul de acordeon în traficul rutier se referă la tipicele decelerări și accelerări ale unui vehicul atunci când vehiculul din față decelerează și accelerează. Aceste fluctuații în viteza se propagă înapoia vehiculului unde, de obicei, devin tot mai mari și scad puterea de tranzitare a traficului rutier.
Efectul de acordeon este cunoscut sub diferiți termeni alternativi, de exemplu: efect de serpentină (slinky effect); efect de pliere; efectul de bandă elastică; instabilitatea șirului.

## Vezi și
- Lungime de undă
- Efectul Doppler